# 제1회 시네마 디지털 서울
제1회 시네마 디지털 서울은 2007년 7월 20일에 열린 시상식이다.

## 수상 및 후보

### 감독상
- 마지막 벌목꾼 - 위 광이 수상
- 코끼리와 바다 - 우밍진 수상

### 감독상-특별언급
- 중국 여인의 연대기 - 왕빙 수상

### 비평가상
- 마지막 벌목꾼 - 위 광이 수상
- 코끼리와 바다 - 우밍진 수상

### 비평가상-특별언급
- 중국 여인의 연대기 - 왕빙 수상

### 젊은 비평가상
- 중국 여인의 연대기 - 왕빙 수상

### 관객상
- 로스트 인 도쿄 - 이카와 코타로 수상

### 경쟁부문
- 제외될 수 없는 - 최용석
- 선거 - 소다 카즈히로
- 켓 마운틴 - 조우 얀 외1명
- 코끼리와 바다 - 우밍진
- 발길을 따라서 - 응 키진
- 중국 여인의 연대기 - 왕빙
- 마지막 벌목꾼 - 위 광이
- 아마드를 찾아서 - 압둘라 부샤리
- 꽃노래의 도둑 - 히로스에 히로마사
- 로스트 인 도쿄 - 이카와 코타로
- 마우지아 - 자오예
- 정오의 개 짖는 소리 - 장 위에동
- 출구 없는 거리 - 앤슨 막
- 강을 건너는 사람들 - 김덕철
- 싱글 - 카즈히토 나카에
- 세 남자와 전구 - 판카즈 리쉬 쿠마르
- 투리 - 아우라에우스 솔리토
- 워킹 온 더 와일드 사이드 - 한 지에
- 웨이스티드 스토리 - 타카하시 나오하루
- 점성사와 빨치산 - 쉐라드 안소니 산체즈

### 초청부문
- 법정 - 압데라만 시사코
- 콜래트럴 - 마이클 만
- 하루 또 하루 - 장-폴 파르지에
- 동 - 지아장커
- 저 아래 - 샹탈 애커만
- 기사에게 경배를 - 알베르 세라
- 싸이보그지만 괜찮아 - 박찬욱
- 기후 - 누리 빌게 제일란
- 필리핀을 상상하라 - 폭롱 아나딩 외19명
- 인랜드 엠파이어 - 데이빗 린치
- 영국인과 공작 - 에릭 로메르
- 영매 - 산 자와 죽은 자의 화해 - 박세호
- 옥시하이드 - 리우 지아 인
- 종이는 불씨를 감쌀 수 없다 - 리티 판
- 퍼펙트 커플 - 스와 노부히로
- 호다대미 - 리홍치
- 다치구이시 열전 - 오시이 마모루
- 출산 - 가와세 나오미
- 텐 - 압바스 키아로스타미
- 전쟁은 끝났다? - 바흐만 고바디